# أنكوركد (فلم 2020)
انكوركيد (بالإنجليزية: Uncorked) هو فيلم درامي أمريكي صدر عام 2020، من تأليف وإخراج برنتيس بيني. ومن نجوم البطولة مامودو أثي وكورتني بي فانس ونيسي ناش ومات ماكغوري وساشا كومبيري وجيل أوزري وكيلي جينريت وبرنارد ديفيد جونز وميرا روهيت كومباني.

## المصبوب
- نيسي ناش في دور سيلفيا
- كورتني فانس بدور لويس
- محمد اثي كإيليا
- كيلي جينريت في دور بريندا
- مات ماكجري
- جيل اوزري
- ساشا كومبير في دور تانيا
- برنارد ديفيد جونز في دور جي تي
- ميرا روهيت كمباني في دور لين

## إنتاج
في نوفمبر 2018 ، تم الإعلان عن انضمام نيسي ناش و كورتني فانس و محمد اثي إلى طاقم الفيلم، مع إخراج برنيتس بني من سيناريو كتبه. بيني، داتاري تيرنر، كريس بولوك، جاسون مايكل بيرمان، جيل أهرينز، ريان أهرينز، بن رينزو سيعملون كمنتجين، في حين أن باتريك ريموند، فيرونيكا نيكل، درو برايس وتوني باركر سوف يكونون منتجين تنفيذيين، تحت فورج ميديا، ماندالاي بيكتشرز والشعارات صور الأرجنتين من على التوالي.  في ديسمبر 2018 ، انضم كيلي جينريت ومات ماكغوري وجيل أوزري وبرنارد ديفيد جونز إلى طاقم الفيلم. 

## الإصدار
كان من المقرر أن يكون العرض الأول في العالم في الجنوب من الجنوب الغربي يوم 14 مارس 2020.  ومع ذلك، تم سحب الفيلم من المهرجان بسبب تفشي فيروس كورونا 2019-20 .  من المقرر أن يتم إصدارها في 27 مارس 2020 ، بواسطة نيتفلكس . 

## روابط خارجية
- مقالات تستعمل روابط فنية بلا صلة مع ويكي بيانات
- أنكوركد  في قاعدة بيانات الأفلام على الإنترنت (بالإنجليزية)